# Сезон ФК «Металіст» (Харків) 2011—2012
Сезон ФК «Металіст» (Харків) 2011—2012 — 21-ий сезон футбольного клубу «Металіст» у футбольних змаганнях України та 6-й — у футбольних змаганнях під егідою УЄФА.

## Новини команди в сезоні

### Підготовка до сезону
15 червня 2011 р. — команда вийшла з відпустки та почала тренування на Навчально-тренувальній базі у селищі Високе, де провела перше тренування.
20—21 червня 2011 р. на полі дитячої академії відбувся 24-х годинний марафон безперервних футбольних ігор, у якому взяли участь вихованці дитячої академії, а також вболівальники клубу. Марафон був присвячений святкуванню 5-ї поспіль бронзи, завойованої клубом у Чемпіонатах України з футболу. 21 червня клуб на стадіоні ОСК «Металіст» відбулось офіційне вручення срібних медалей молодіжній команді, а також бронзових медалей основній команді, після чого відбувся святковий концерт з нагоди 5-ї поспіль бронзу у Чемпіонатах України з футболу.
23 червня 2011 р. — почався перший та єдиний перед сезонний збір команди в Австрії. Команда розташувалася поблизу Грацу. Було вирішено за цей час зіграти 4 контрольні поєдинки.
24 червня 2011 р. з клубом підписав контракт Хуан Мануель Торрес, який до виступав за клуб «Сан-Лоренсо». Гравець перейшов до клубу на правах вільного агенту. Контракт розрахований на три року. Деталі контракту — не розголошуються.
26 червня 2011 р. — відбувся перший контрольний поєдинок з ФК «Партизан» з Белграду, який закінчився перемогою «Партизану» з рахунком 1:0 за ігрової переваги гравців «Металіста», яких у цей день підвела реалізація моментів.
27 червня 2011 р. — В'ячеслав Шарпар був відданий в оренду до луцької «Волині» до кінця 2011 року. Подробиці умов оренди не розголошуються.
29 червня 2011 р. — Володимир Дішленкович подовжив контракт з клубом на 5 років — до кінця сезону 2016 р.
Того ж дня відбувся другий контрольний поєдинок зі «Штурмом» з Грацу, який закінчився перемогою «Металіста» з рахунком 2:1. Такий чином «Металіст» помстився за поразку у стиковому матчі Лізі Європи сезону 2009—2010 рр.
2 липня 2011 р. відбувся третій контрольний поєдинок з командою «Марибор» зі Словенії. В цьому матчі перемогу здобули футболісти «Металіста» з рахунком 3:1.
4 липня 2011 р. відбувся четвертий і останній контрольний поєдинок в рамках тренувального передсезонного збору зі збірною Ірану. Матч закінчився в нічию.
Того ж дня команду покинув голкіпер молодіжного складу «Металіста» Денис Сидоренко, який перейшов до харківського «Геліоса».
Наступного дня пересезонний збір для гравців «Металіста» завершився, і команда повернулась до Харкова, і на Навчально-тренувальній базі у селищі Високе продовжила готуватись до першого туру Чемпіонату України з футболу сезону 2011—2012 рр. з «Динамо»(Київ).
7 липня 2011 р. — на полі Навчально-тренувальної бази відбувся контрольний товариський матч, в якому «Металіст» зіграв з командою «Гірник-Спорт» з Комсомольська Полтавської області.

#### Контрольні матчі
| Контрольний 26.06.2011 | «Металіст» | 0:1                        | «Партизан»   | Бад-Вальтерсдорф, Австрія |  |
| 18:00 CEST             |            | (Протокол) (Он-лайн матчу) | 70' Йованчич | Стадіон: Bad Waltersdorf  |  |

| Контрольний 29.06.2011 | «Металіст»                                 | 2:1                        | «Штурм»         | Бад-Вальтерсдорф, Австрія |  |
| 18:30 CEST             | Сергій Пшеничних 52' Крістіан Вільягра 64' | (Протокол) (Он-лайн матчу) | 23' Бургшталлер | Стадіон: Bad Waltersdorf  |  |

| Контрольний 02.07.2011 | «Металіст»                                              | 3:1                      | «Марибор» | Зьохау, Австрія |  |
| 18:00 CEST             | Володимир Лисенко 64' Олег Шелаєв 85' Сергій Ткачов 88' | (Протокол/Он-лайн матчу) | 67' Мезга |                 |  |

| Контрольний 04.07.2011 | «Металіст» | 0:0                        | Зб. Ірану | Оберварт, Австрія |  |
| 18:00 CEST             |            | (Протокол) (Он-лайн матчу) |           |                   |  |

| 'Контрольний 07.07.2011 | «Металіст» | 9:0                        | «Гірник-Спорт» | Високий                |  |
| 19:00                   | Едмар 4' Марко Девіч 16' (пен.) Володимир Лисенко 57' Фінінью 65' Сергій Ткачов 74', 75' Хонатан Крістальдо 79', 82' Дмитро Єременко 86' | (Протокол) (Он-лайн матчу) |                | Стадіон: НТБ «Високий» |  |

### Літо—осінь 2011 року
11 липня 2011 р. офіційно була підтверджена інформація про перехід одного з лідерів ФК «Металіст» Дениса Олійник перейшов до «Дніпра» за неофіційною інформацією у за 10 млн. €.. Цю інформацію вболівальники «Металіста» сприйняли неоднозначно. Також команду покинули Артем Путівцев (перейшов до маріупольського «Іллічівця») та Євген Лозовий (перейшов до харківського «Геліоса»).
13 липня 2011 р. відбувся контрольний поєдинок із друголіговою командою ФК «Полтава», який закінчився перемогою гравців «Металіста», яку принесли 3 влучні удари Євгена Будіка та один гол Андрія Воробея.
| 'Контрольний 13.07.2011 | «Металіст»                                    | 4:0                | ФК «Полтава» | Високий                |  |
| 16:00                   | Євген Буднік 51', 62', 78' Андрія Воробея 71' | (Протокол/Он-лайн) |              | Стадіон: НТБ «Високий» |  |

14 липня 2011 р. — клуб посилився півзахисником запорізького «Металургу» Дмитром Єременком, який підписав контракт строком на 3 роки. Того ж дня стало відомо, що гравець команди Володимир Лисенко був віданний на півроку в оренду до ФК «Кривбас» з Кривого Рогу.
Наступного дня «Металіст» підписав контракт з аргентинцем Марко Торсільєрі. Сума відсупних за колишнього гравця лісабонського «Спортінга» та умови контракту не розголошувались.
20 липня в рамках підготовки команди до ритму 2 гри на тиждень «Металіст» провів контрольний товариський поєдинок з «Кременем» з Кременчука. Матч закінчився перемогою харків'ян з рахунком 3-0.
| 'Контрольний 20.07.2011 | «Металіст»                                                 | 3:0                        | «Кремінь» | Високий                |  |
| 19:00                   | Марко Девіч 15' Хонатан Крістальдо 22' Дмитро Єременко 77' | (Протокол) (Он-лайн матчу) |           | Стадіон: НТБ «Високий» |  |

25 липня 2011: Стало відомо, що клуб уклав контракт строком на 4 роки із ще одним аргентинцем, гравцем італійського «Наполі» Хосе Ернесто Сосою. Умови контракту не розголошуються .
5 серпня 2011: У швейцарському Ньйоні відбулось жеребкування стикових матчів за право участі у Груповому етапі Ліги Європи. «Металіст» потрапив до 1-го кошика, і був серед сіяних команд. Волею сліпого жеребу суперником «Металіста» став клуб Сошо з міста Монбельяр з Франції, який у минулому сезону у чемпіонаті Франції посів 5-те місце. Матчі відбулися 18 та 25 серпня відповідно у Харкові та у Монбельярі.
26 серпня 2011: У швейцарському Ньйоні відбулось жеребкування групового етапу Ліги Європи. «Металіст» потрапив до 2-го кошика, і волею жеребу він потрапив до Групи G, а його суперниками стали «АЗ Алкмаар» з однойменного міста з Нідерландів, віденська «Аустрія» з Австрії та шведський «Мальме» з міста Мальме. Перший матч «Металіст» проведе у Відні на виїзді, потім зустрівся вдома з «АЗ Алкмааром», потім на команду чекає двоматчове протистояння з шведським «Мальме», причому перший матч харків'яни проводять на виїзді. Завершувати груповий етап «Металіст» буде з вдома з «Аустрією» та на виїзді в Нідерландах з «АЗ Алкмааром»

## Клуб

### Тренерський штаб
| Посада                            | Ім'я                |
| --------------------------------- | ------------------- |
| Головний тренер                   | Мирон Маркевич      |
| Перший помічник головного тренера | Ігор Рахаєв         |
| Тренер воротарів                  | Андрій Кудимов      |
| Тренер                            | Юрій Ушмаєв         |
| Тренер з фізичної підготовки      | Мішель Хуфф         |
| Керівник селекційного відділу     | Вадим Комардін      |
| Тренер молодіжного складу         | Андрій Аніщенко     |
| Начальник команди                 | Олексій Таргонський |
| Лікар                             | Антон Худаєв        |

## Склад команди

### Основний склад
| №            | Нац.       | Ім'я                 | Дата народження              | Прийшов з клубу              |
| Воротарі     | Воротарі   | Воротарі             | Воротарі                     | Воротарі                     |
| ------------ | ---------- | -------------------- | ---------------------------- | ---------------------------- |
| 1            | Україна    | Максим Старцев       | 20 січня 1980 (45 років)     | «Таврія» (Сімферополь)       |
| 29           | Україна    | Олександр Горяїнов   | 29 червня 1975 (49 років)    | «Кривбас» (Кривий Ріг)       |
| 81           | Україна    | Владимир Дішлєнковіч | 2 червня 1981 (43 роки)      | «Металург» (Донецьк)         |
| Захисники    |            |                      |                              |                              |
| 2            | Україна    | Олександр Романчук   | 21 жовтня 1984 (40 років)    | «Динамо» (Київ)              |
| 3            | Аргентина  | Крістіан Вільягра    | 27 грудня 1985 (39 років)    | «Рівер Плейт» (Буенос-Айрес) |
| 4            | Україна    | Андрій Березовчук    | 16 квітня 1981 (43 роки)     | «Металург» (Донецьк)         |
| 6            | Аргентина  | → Марко Торсіл'єрі   | 12 січня 1988 (37 років)     | «Спортінг» (Лісабон)         |
| 15           | Бразилія   | Вінісіус Фінінью     | 3 листопада 1983 (41 рік)    | «Спорт Ресіфі» (Ресіфі)      |
| 17           | Україна    | Сергій Пшеничних     | 9 листопада 1981 (43 роки)   | «Карпати» (Львів)            |
| 22           | Сербія     | Милан Обрадович      | 3 серпня 1977 (47 років)     | «Акратітос»                  |
| 30           | Сенегал    | Папа Гуйє            | 7 червня 1984 (40 років)     | «Волинь» (Луцьк)             |
| 37           | Молдова    | Віталій Бордіян      | 11 серпня 1984 (40 років)    | «Локомотив» (Москва)         |
| 80           | Словаччина | Лукаш Штетіна        | 28 липня 1991 (33 роки)      | «Нітра»                      |
| Півзахисники |            |                      |                              |                              |
| 5            | Україна    | Олег Шелаєв          | 5 листопада 1976 (48 років)  | «Кривбас» (Кривий Ріг)       |
| 7            | Україна    | Сергій Валяєв        | 16 вересня 1978 (46 років)   | «Кривбас» (Кривий Ріг)       |
| 8            | Україна    | Едмар Галовський     | 16 червня 1980 (44 роки)     | «Таврія» (Сімферополь)       |
| 10           | Бразилія   | Клейтон Шав'єр       | 23 березня 1983 (41 рік)     | «Палмейрас»                  |
| 11           | Аргентина  | Хосе Соса            | 19 червня 1985 (39 років)    | «Наполі»                     |
| 18           | Україна    | Дмитро Єременко      | 20 червня 1990 (34 роки)     | «Металург»/З                 |
| 19           | Аргентина  | Чако Торрес          | 20 червня 1985 (39 років)    | «Сан-Лоренсо»                |
| 23           | Аргентина  | Себастьян Бланко     | 18 березня 1988 (37 років)   | «Ланус»                      |
| 27           | Україна    | Юрій Чонка           | 31 травня 1991 (33 роки)     | «Берегвідейк»                |
| 71           | Росія      | Сергій Ткачов        | 19 травня 1989 (35 років)    | Крила Рад (Самара)           |
| Нападники    |            |                      |                              |                              |
| 9            | Україна    | Андрій Воробей       | 29 листопада 1978 (46 років) | «Арсенал» (Київ)             |
| 21           | Аргентина  | Хонатан Крістальдо   | 5 березня 1989 (36 років)    | «Велес Сарсфілд»             |
| 33           | Україна    | Марко Девич          | 27 жовтня 1983 (41 рік)      | «Волинь» (Луцьк)             |
| 77           | Бразилія   | Тайсон               | 17 січня 1988 (37 років)     | Інтернасьонал                |

### Молодіжний склад
| №  | Поз. | Нац.    | Гравець                |
| -- | ---- | ------- | ---------------------- |
| 24 | ЗХ   | Україна | Євген Буднік           |
| 39 | ЗХ   | Україна | Олександр Литвяк       |
| 46 | ВР   | Україна | Владислав Леонідов     |
| 70 | ПЗ   | Україна | Максим Яхно            |
| 75 | ВР   | Україна | Артур Денчук           |
|    | ЗХ   | Україна | Олександр Азацький     |
|    | ПЗ   | Україна | Олександр Андрієвський |
|    | ПЗ   | Україна | Денис Барвінко         |
|    | НП   | Україна | Володимир Барілко      |
|    | НП   | Україна | Богдан Бойчук          |
|    | НП   | Україна | Роберт Гегедош         |

| № | Поз. | Нац.    | Гравець           |
| - | ---- | ------- | ----------------- |
|   | ПЗ   | Україна | Сергій Загинайлов |
|   | ПЗ   | Україна | Тарас Куцій       |
|   | ЗХ   | Україна | Олег Кушла        |
|   | НП   | Україна | Артем Радченко    |
|   | ЗХ   | Україна | Євгеній Радченко  |
|   | ПЗ   | Україна | Петро Сідельник   |
|   | ВР   | Україна | Андрій Старцев    |
|   | ПЗ   | Україна | Юрій Ткачук       |
|   | ЗХ   | Україна | Павло Череватенко |
|   | ЗХ   | Україна | Володимир Шопін   |

## Трансфери

### Прийшли до команди
| Дата           | №  | Поз. | Нац.      | Гравець         | Клуб у якому грав | Ціна              |
| -------------- | -- | ---- | --------- | --------------- | ----------------- | ----------------- |
| 24 червня 2011 | 19 | ПЗ   | Аргентина | Чако Торрес     | «Сан-Лоренсо»     | Не розголошується |
| 14 липня 2011  | 18 | ПЗ   | Україна   | Дмитро Єременко | «Металург»/З      | Не розголошується |
| 25 липня 2011  | 11 | ПЗ   | Аргентина | Хосе Соса       | «Наполі»          | Не розголошується |

### Пішли з команди
| Дата          | №  | Поз. | Нац.    | Гравець       | Клуб в який перейшов | Ціна              |
| ------------- | -- | ---- | ------- | ------------- | -------------------- | ----------------- |
| 11 липня 2011 | 11 | ПЗ   | Україна | Денис Олійник | «Дніпро»             | Не розголошується |

| Дата          | Поз. | Нац.    | Гравець            | Клуб в який перейшов     | Джерело       |
| ------------- | ---- | ------- | ------------------ | ------------------------ | ------------- |
| 4 липня 2011  | ВР   | Україна | Артем Сидоренко    | «Геліос» (Харків)        | [ 11 ]        |
| 11 липня 2011 | ПЗ   | Україна | Євген Лозовий      | «Геліос» (Харків)        | [ 17 ]        |
| 11 липня 2011 | ЗХ   | Україна | Артем Путівцев     | «Іллічівець» (Маріуполь) | [ 16 ]        |
| липень 2011   | ПЗ   | Україна | Сергій Барилко     | «Оболонь (Київ)»         | Вільний агент |
| липень 2011   | ПЗ   | Україна | Олександр Войтенко |                          |               |

### Прийшли в команду в оренду
| Дата          | № | Поз. | Нац.      | Гравець          | Клуб у якому грав    | Термін         |
| ------------- | - | ---- | --------- | ---------------- | -------------------- | -------------- |
| 15 липня 2011 | 6 | ЗХ   | Аргентина | Марко Торсільєрі | «Спортінг» (Лісабон) | 31 грудня 2011 |

### Пішли з команди в оренду
| Дата           | №  | Поз. | Нац.    | Гравець           | Клуб в який перейшов | Термін         |
| -------------- | -- | ---- | ------- | ----------------- | -------------------- | -------------- |
| 27 червня 2011 | 88 | ПЗ   | Україна | В'ячеслав Шарпар  | «Волинь»             | 31 грудня 2011 |
| 14 липня 2011  | 14 | НП   | Україна | Володимир Лисенко | «Кривбас»            | 31 грудня 2011 |

## Прем'єр-ліга

### Огляд Прем'єр-ліги
10 липня 2011 р. ФК «Металіст» зіграв матч 1-го туру Чемпіонату України з футболу сезону 2011—2012 рр., у якому команда у важкому матчі здобула виїзну нічию з «Динамо» (Київ).
16 липня 2011 р. у другому турі Чемпіонату України з футболу сезону 2011—2012 рр. ФК «Металіст» приймав вдома на стадоні Стадіон «Динамо» із луганську «Зорю», оскільки на головній арені клубу ОСК «Металіст» відбувалась прошивка оновленого поля. Матч видався вельми напруженим. Рахунок вже на 3-й хвилині відкрив Едмар, замкнувши подачу на дальню штангу, але в середині першого тайму гості встановили паритет у рахуноку — після порушення правил воротарем Владіміром Дішленковичем у карному майданчику на Джабі Ліпартія Франк-Олів'є Мадоу реалізував пенальті, призначене за це арбітром поєдинку Юрієм Ваксом. А вже за хвилини після цього арбітр міг призначати ще один пенальті у ворота «Металіста», проте в епізоді за участі Чако Торреса, який вже мав жовту картку та того ж Джаби Ліпартія він угледів порушення правил з боку другого, з чим не згодився грузинський нападник, за що був попередний за неспортивну поведінку, а головний тренер Анатолій Чанцев був вилучений з тренерської лави. У другому таймі «Металіст» зусиллями Марко Девича вийшов уперед, але з цим не погодився Джаба Ліпартія, який у середині другого тайму зрівняв рахунок. Фінальну крапку поставив Клейтон Шав'єр, забивши у ближню дев'ятку після пасу Марко Девіча. Після цього гравці «Металіста» все ж довели матч до перемоги.
Матч 3 туру Чемпіонату України з футболу «Металіст» проводив у Сімферополі на стадіоні РСК Локомотив й проходив у безкомпромісній боротьбі двох рівних суперників. «Металіст» тяжко входить у сезон. В середині першого тайму «Таврія» мала кілька чудових нагод відкрити рахунок у матчі, проте це їй не вдалося, а найкращу нагоду згубив Лакі Ідахор після пасу Сергія Назаренка, заплутавшись в своїх ногах. «Металіст» у відповідь організував швидкий розіграш м'яча зі штрафного, і Марко Девіч, вирвавшись сам на сам із кіпером сімферопольцев, пробив прямо в нього. У другому таймі команди продовжили в тому ж дусі: сімферопольці не забили після кількох гострих моментів, переважно зі стандартних положень, а «Металіст» не реалізував свою можливість вийти вперед за десять хвилин до кінця матчу, коли ані Девіч, ані Єременко не змогли дотягнутись до прострілу вздовж воріт Фінінью.
У 4-му турі «Металіст» зустрічався з «Волинню». Гра видалась насиченою на моменти. Проте, Волинь свої моменти у першому таймі не реалізувала, а під його кінець отримала гол «у роздягальню» — після пасу Березовчука лік своїм голам відкрив дебютант у футболці «Металіста» Хосе Соса, проштовнувши м'яч повз Неділько. У другому таймі ще двічі футболісти «Металіста» уразили ворота «Волині» — Хонатан Крістальдо та Клейтон Шав'єр, — довівши матч до логічної перемоги. Це дозволило посіти «Металісту» 5-ту сходинку, оскільки на початку цього сезону турнірна таблиця дуже щільна.

### Матчі Прем'єр-ліги
| 1 тур 10.07.2011 | «Динамо»                                                                                       | 1:1        | «Металіст»                                        | Київ                                                                          |  |
| 19:30 +28 | Андрій Шевченко 17' Артем Мілевський 40' Роман Єременко 50' Огнєн Вукоєвич 57' Пап Діакате 64' | (Протокол) | 3' Клейтон Шав'єр 40' Крістіан Вільягра 51' Едмар | Стадіон: «Динамо» імені В. Лобановського Глядачі: 16 800 Суддя: Швецов Віктор |  |
| «Динамо» Шовковський, Даніло Сілва, Діакате, Вукоєвич (Ель-Каддурі, 89’), Попов, Гусєв (Нінковіч, 79’), Єременко, Аїла Юссуф, Ярмоленко (Алієв, 66’), Шевченко, Мілевський «Металіст» Дішленковіч, Папа Гуйє, Березовчук, Пшеничних, Вілягра, Фінінью (Романчук, 85’), Едмар, Валяєв, Шав'єр, Девич (Воробей, 76’), Крістальдо (Шелаєв, 62’) |                                                                                                |            |                                                   |                                                                               |  |

| 2 тур 16.07.2011 | «Металіст» | 3:2        | «Зоря» | Харків                                                    |  |
| 16:00 +39 | Едмар 3' Чако Торрес 32' Владімір Дішленкович 34' Крістіан Вільягра 37' Марко Девич 49' Сергій Валяєв 61' Клейтон Шав'єр 63' Фінінью 80' | (Протокол) | 34' (пен.) Франк-Олів'є Мадоу 36' 57' Джаба Ліпартія 36' Головний тренер Анатолій Чанцев 36' Бруно Ренан 55' Максим Білий | Стадіон: Стадіон «Динамо» Глядачі: 8 450 Суддя: Вакс Юрій |  |
| «Металіст» Дішленковіч, Папа Гуйє, Обрадовіч, Вільягра (Березовчук, 46’), Фінінью, Валяєв, Едмар, Торрес (Шелаєв, 83’), Шав'єр, Девич, Крістальдо (Єременко, 67’) «Зоря» Шуховцев, Лозінський, Каменюка, Коротецький, Тесак, Хомченовський, Лазарович (Сілюк, 90+1’), Бруно (Ярмаш, 65’), Білий, Ліпартія, Мадоу (Ілюк, 69’) | |            | |                                                           |  |

| 3 тур 23.07.2011 | «Таврія»                                                   | 0:0        | «Металіст»          | Сімферополь                                                       |  |
| 19:00 +28 | Желько Любенович 5' Слободан Маркович 83' Олег Гуменюк 86' | (Протокол) | 24' Дмитро Єременко | Стадіон: РСК «Локомотив» Глядачі: 12 600 Суддя: Арановський Євген |  |
| «Таврія» Кахриман, Любічіч, Монахов, Маркович, Корнєв, Причіненко, Калініченко (Платон, 90+3’), Любенович, Назаренко (Гуменюк, 85’), Шиндер, Ідахор (Фещук, 90+3’) «Металіст» Дішленковіч, Папа Гуйє, Обрадовіч, Вільягра (Воробей, 89’), Фінінью, Едмар, Торрес (Валяєв, 46’), Єременко, Шав'єр, Девич, Крістальдо (Ткачов, 58’) |                                                            |            |                     |                                                                   |  |

| 4 тур 29.07.2011 | «Волинь»                                                                | 0:3        | «Металіст»                                              | Луцьк                                                     |  |
| 19:00 +24 | Євген Павлов 42' Ванче Шиков 72' Сергій Сімінін 83' Олексій Бабир 90+3' | (Протокол) | 45' Хосе Соса 66' Хонатан Крістальдо 80' Клейтон Шав'єр | Стадіон: «Авангард» Глядачі: 7 500 Суддя: Лисенчук Сергій |  |
| «Волинь» Неділько, Сімінін, Шиков, Масло, Леандро, Годвін (Бабир, 75’), Кінаш, Пищур, Пічкур (Лопес, 90’), Павлов (Герасимюк, 46’), Майкон «Металіст» Старцев, Вільягра, Торсил’єри, Березовчук, Фінінью, Валяєв, Едмар, Соса (Девич, 59’), Клейтон Шав’єр (Єременко, 83’), Тайсон, Крістальдо (Торрес, 74’) |                                                                         |            |                                                         |                                                           |  |

| 5 тур 6.08.2011 | «Металіст»                                                      | 2:1        | ПФК «Олександрія»                                                                          | Харків                                                        |  |
| 20:00 +23 | Хонатан Крістальдо 40' Крістіан Вільягра 69' Клейтон Шав'єр 77' | (Протокол) | 17' Андрій Гітченко 38' Тауфік Салхі 76' Олексій Довгий 81' Олег Єрмак 88' Андрій Гітченко | Стадіон: ОСК «Металіст» Глядачі: 30 212 Суддя: Кутаков Дмитро |  |
| «Металіст» Старцев, Вільягра, Торсільєри, Папа Гуйє, Пшеничних, Валяєв, Едмар, Клейтон Шав'єр (Торрес, 86’), Соса (Девич, 81’), Тайсон, Крістальдо (Фінінью, 90+1’) ПФК «Олександрія» Паньків, Чередніченко, Довгий, Салхі (Єрмак, 46’), Запорожан, Гітченко, Ксьонз, Сидоренко, Таргамадзе (Муховиков, 75’), Старенький, Кабанов (Шевченко, 57’) |                                                                 |            |                                                                                            |                                                               |  |

| 6 тур 13.08.2011 | «Оболонь» | 3:3        | «Металіст» | Київ                                                        |  |
| 21:00 +20 | Ігор Пластун 11' (пен.) Ігор Ільків 33' Вадим Сапай 56' Олександр Мандзюк 58' Іван Котенко 67' Олександр Толстяк 90+4' | (Протокол) | 29' Хонатан Крістальдо · 33' Милан Обрадович · 34' Клейтон Шав'єр · 54' Папа Гуйє · 63' Марко Торсільєрі · 72' Марко Девич · 77' (а. г.) Ігор Пластун · 90+4' Клейтон Шав'єр | Стадіон: «Оболонь-Арена» Глядачі: 4 500 Суддя: Жуков Дмитро |  |
| «Оболонь» Рева, Сапай, Лупашко, Пластун, Ільків, Г. Баранець (Толстяк, 45’), Путраш, Сібіряков (Тимченко, 77’), Котенко (Макушко, 72’), Романюк, Мандзюк «Металіст» Горяінов, Обрадович, Папа Гуйе (Вільягра, 74’), Торсільєри, Романчук, Валяєв (Девич, 67’), Едмар, Соса, Клейтон Шав'єр, Тайсон, Крістальдо | |            | |                                                             |  |

| 7 тур 21.08.2011 | «Металіст»                                                   | 2:0        | «Металург» (Донецьк) | Харків                                                      |  |
| 19:30 +19 | Хонатан Крістальдо 14', 35' Тайсон 56' Крістіан Вільягра 74' | (Протокол) |                      | Стадіон: ОСК «Металіст» Глядачі: 19 752 Суддя: Сергій Бойко |  |
| «Металіст» Горяінов, Вільягра, Папа Гуйє, Торсільєрі, Валяєв, Фінінью, Шелаєв, Тайсон (Едмар, 56’), Соса (Обрадович, 79’), Девич, Крістальдо (Ткачов, 73’) «Металург» (Донецьк) Бандура, Морозюк, Прийма, Воловик, Голайдо, Мкртчян (Іванко, 86’), Лазич, Димитров, Піззеллі (Соарес, 63’), Казарян, Траоре (Славов, 75’) |                                                              |            |                      |                                                             |  |

| 8 тур 28.08.2011 | «Карпати»                                                                                        | 1:2        | «Металіст» | Львів                                                  |  |
| 20:00 +21 | Ігор Ощипко 7' Олег Голодюк 34' Михайло Кополовець 80', 90+3' Крістобаль 83' Артем Федецький 90' | (Протокол) | 15' Марко Торсільєрі 21' Хосе Соса 31' Клейтон Шав'єр 48' Сергій Валяєв 76', 87' Вінісіус Фінінью 80' Милан Обрадович 89' Марко Девич 90+4' Олександр Горяїнов | Стадіон: «Україна» Глядачі: 5 800 Суддя: Віктор Швецов |  |
| «Карпати» Богатінов, Голодюк, Лукас, Ощипко, Батіста (Кополовець, 59’), Худоб'як (Петрівський 70’), Балажіц, Федецький, Зеньов (Крістобаль, 70’), Гомез, Ткачук «Металіст» Горяїнов, Пшеничних, Торсільєрі, Папа Гуйє, Обрадович, Валяєв, Едмар, Соса (Шелаєв, 82’), Клейтон Шав'єр, Тайсон (Девич, 79’), Крістальдо (Фінінью, 46’) |                                                                                                  |            | |                                                        |  |

| 9 тур 10.09.2011 | «Металіст»                                         | 0:0        | «Арсенал» (Київ)                                                 | Харків                                                       |  |
| 19:30 +17 | Клейтон Шав'єр 62' Едмар Галовський 85' Тайсон 86' | (Протокол) | 31' Володимир Польовий 57' Володимир Аржанов 59' Георге Флореску | Стадіон: ОСК «Металіст» Глядачі: 29 864 Суддя: Андрій Шандор |  |
| «Металіст» Горяїнов, Пшеничних (Романчук 67’), Торсіглєрі, Папа Гуйє, Вільягра, Валяєв (Девич, 46’), Едмар, Шав'єр, Соса, Тайсон, Крістальдо (Торрес, 81’) «Арсенал» Погорілий, Симоненко, Лампі, Богданов, Польовий, Аржанов (Міколюнас, 58’), Флореску, Старгородський (Кобахідзе, 90’), Максимов, Гоменюк (Мазілу, 64’), Ковпак |                                                    |            |                                                                  |                                                              |  |

| 10 тур 18.09.2011 | «Кривбас»                                  | 0:1        | «Металіст»                                                                          | Кривий Ріг                                                     |  |
| 17:30 +22 | Міхель Бабатунде 18' Рінар Валєєв 24', 56' | (Протокол) | 14' Едмар Галовський 14', 61' Чако Торрес 68' Хонатан Крістальдо 71' Максим Старцев | Стадіон: «Металург» Глядачі: 14 500 Суддя: Сергій Даньковський |  |
| «Кривбас» Бойко, Лисицький, Петров, Сердюк, Федорчук, Валєєв, Бартулович, Бабатунде (Єслінек, 71’), Канкава, Самодін, Костишин (Гошкодеря, 72’) «Металіст» Старцев, Романчук, Торсільєрі, Папа Гуйє, Шелаєв, Едмар, Торрес, Тайсон, Шав'єр, Соса (Березовчук, 89’), Крістальдо (Ткачов, 78’) |                                            |            |                                                                                     |                                                                |  |

| 11 тур 24.09.2011 | «Металіст»                      | 1:0        | «Дніпро» | Харків                                                         |  |
| 17:30 +19 | Марко Торсільєрі 17' Тайсон 87' | (Протокол) | 13' Євген Коноплянка 25' Самуель Інкум 42' Дерек Боатенг 63', 67' Віталій Мандзюк 75' Сергій Кравченко 90+0', 90+0' Віталій Денисов | Стадіон: ОСК «Металіст» Глядачі: 38 656 Суддя: Олександр Дердо |  |
| «Металіст» Старцев, Романчук, Торсільєрі, Папа Гуйє, Вільягра, Валяєв (Девич, 72’), Едмар, Тайсон (Бордіян, 90+3’), Шав'єр, Соса, Крістальдо (Шелаєв, 90’) «Дніпро» Лаштувка, Інкум (Джуліано, 54’), Кравченко, Мандзюк, Кулаков, Калинич (Стрініч, 68’), Коноплянка, Чеберячко, Денисов, Боатенг (Шахов, 84’), Матеус |                                 |            | |                                                                |  |

| 12 тур 02.10.2011 | «Іллічівець»     | 0:1        | «Металіст»                                     | Маріуполь                                                     |  |
| 13:30 +21 | Руслан Фомін 24' | (Протокол) | 26' Крістіан Вільягра 55' 88' Едмар Галовський | Стадіон: «Іллічівець» Глядачі: 5 300 Суддя: Олег Деревінський |  |
| «Іллічівець» Бажан, Савін (Шевчук, 67’), Іщенко, Полянський, Бутко, Чайковський, Віценець, Федотов, Фомін (Ярошенко, 39’), Кожанов, Будківський (Іванов, 61’) «Металіст» Горяїнов, Вільягра, Папа Гуйє, Торсільєрі, Романчук, Едмар, Шав'єр, Соса, Тайсон (Бланко, 90+1’), Девич (Валяєв, 80’), Крістальдо (Торрес, 63’) |                  |            |                                                |                                                               |  |

| 13 тур 15.10.2011 | «Металіст»                                                    | 1:0        | «Чорноморець»      | Харків                                                       |  |
| 19:30 +9 | Євген Буднік 45+1' Вінісіус Фінінью 52' Крістіан Вільягра 66' | (Протокол) | 69' Крісті Вангєлі | Стадіон: ОСК «Металіст» Глядачі: 28 780 Суддя: Юрій Мосейчук |  |
| «Металіст» Горяїнов, Пшеничних, Торсільєрі, Папа Гуйє, Вільягра, Валяєв, Шав'єр (Бланко, 86’), Фінінью, Соса (Торрес, 90’), Тайсон, Будник (Шелаєв, 72’) «Чорноморець» Безотосний, Фонтанелла, Шиманек, Вангелі, Зубейко, Сетте, Політило, C. Ковальчук (Цигирлаш, 59’), К. Ковальчук (Васін, 84’), Леонардо, Бурдужан, (Діденко, 19’) |                                                               |            |                    |                                                              |  |

| 14 тур 23.10.2011 | «Шахтар»                                                                  | 1:2        | «Металіст» | Донецьк                                                     |  |
| 16:00 +10 | В'ячеслав Шевчук 25' Дуглас Коста 57' Генріх Мхітарян 60' Дарійо Срна 57' | (Протокол) | 25' Марко Девич 32' Тайсон 45+2' Крістіан Вільягра 54' Марко Торсіл'єрі 69', 82' Папа Гуйє 71' Едмар Галовський 90+3' Владимир Дішлєнковіч | Стадіон: «Донбас Арена» Глядачі: 45 204 Суддя: Сергій Бойко |  |
| «Шахтар» Рибка, Срна, Ракицький, Кучер, Шевчук, Хюбшман, Мхітарян, Жадсон (Тейшейра, 79’), Вілліан, Едуардо (Коста, 46’), Селезньов (Адріано, 52’) «Металіст» Дішлєнковіч, Вільягра, Папа Гуйє, Торсільері, Пшеничних, Фініньо (Торрес, 77’), Едмар, Шав'єр, Тайсон (Валяєв, 61’), Соса, Девич (Крістальдо, 67’) |                                                                           |            | |                                                             |  |

| 15 тур 29.10.2011 | «Металіст»                                                                     | 2:2        | «Ворскла» | Харків                                                       |  |
| 19:30 +5 | Клейтон Шав'єр 18' Хосе Соса 37' Вінісіус Фінінью 79' Владимир Дішлєнковіч 90' | (Протокол) | 42' Йован Маркоський 52' Олексій Курілов 69' Роман Безус 73' Володимир Чеснаков 89' Андрій Оберемко 90' Арменд Даллку | Стадіон: ОСК «Металіст» Глядачі: 25 342 Суддя: Віктор Швецов |  |
| «Металіст» Дішлєнковіч, Вільягра, Торсільєрі, Березовчук, Пшеничних, Фінінью, Едмар, Шав'єр (Шелаєв, 77’), Тайсон (Девич, 69’), Соса, Крістальдо (Валяєв, 61’) «Ворскла» Долганський, Даллку, Курілов, Матвєєв (Оберемко, 46’), Селін, Чеснаков, Кривошеєнко (Єсін, 90+3’), Маркоський, Ребенок, Безус, Янузі (Сачко, 90+4’) |                                                                                |            | |                                                              |  |

### Результати Прем'єр-ліги

#### Турнірна таблиця
| Місце | Команда    | Ігор | В  | Н  | П | Голи  | Очок |
| ----- | ---------- | ---- | -- | -- | - | ----- | ---- |
|       | «Шахтар»   | 30   | 25 | 4  | 1 | 80−18 | 79   |
|       | «Динамо»   | 30   | 23 | 6  | 1 | 56−12 | 75   |
|       | «Металіст» | 30   | 16 | 11 | 3 | 54−32 | 59   |
| 4     | «Дніпро»   | 30   | 15 | 7  | 8 | 52−35 | 52   |
| 5     | «Арсенал»  | 30   | 14 | 9  | 7 | 44−27 | 51   |

Останнє оновлення: 10 травня 2012
Джерело: ПЛ України
Правила для визначення місць у турнірній таблиці: 1) очки, 2) кількість перемог, 3) різниця м'ячів, 4) кількість забитих м'ячів
Пояснення  до таблиці: В — виграшів, Н — нічій, П — поразок.

#### Результати загальні в матчах Прем'єр-ліги
| Загалом | Загалом | Загалом | Загалом | Загалом | Загалом | Загалом | Вдома | Вдома | Вдома | Вдома | Вдома | Вдома   | Вдома | Виїзд | Виїзд | Виїзд | Виїзд | Виїзд | Виїзд   | Виїзд |
| Ігор    | В       | Н       | П       | Голів   | Різниця | Очок    | Ігор  | В     | Н     | П     | Голів | Різниця | Очок  | Ігор  | В     | Н     | П     | Голів | Різниця | Очок  |
| ------- | ------- | ------- | ------- | ------- | ------- | ------- | ----- | ----- | ----- | ----- | ----- | ------- | ----- | ----- | ----- | ----- | ----- | ----- | ------- | ----- |
| 6       | 3       | 3       | 0       | 12—7    | +5      | 12      | 2     | 2     | 0     | 0     | 5—3   | +2      | 6     | 4     | 1     | 3     | 0     | 7—4   | +3      | 6     |

Останнє оновлення: 14 серпня 2011

#### Результати тур за туром
| Тур       | 1 | 2 | 3 | 4 | 5 | 6 | 7 | 8 | 9 | 10 | 11 | 12 | 13 | 14 | 15 | 16 | 17 | 18 | 19 | 20 | 21 | 22 | 23 | 24 | 25 | 26 | 27 | 28 | 29 | 30 |
| --------- | - | - | - | - | - | - | - | - | - | -- | -- | -- | -- | -- | -- | -- | -- | -- | -- | -- | -- | -- | -- | -- | -- | -- | -- | -- | -- | -- |
| Поле      | В | Д | В | В | Д | В | Д | В | Д | В  | Д  | В  | Д  | В  | Д  | Д  | В  | Д  | Д  | В  | Д  | В  | Д  | В  | Д  | В  | Д  | В  | Д  | В  |
| Результат | Н | В | Н | В | В | Н | В | В | Н | В  | В  | В  | В  | В  | Н  | П  | В  | В  | В  | В  | В  | Н  | В  | П  | Н  | Н  | Н  | Н  | П  | Н  |
| Місце     | 8 | 5 | 7 | 5 | 3 | 3 | 3 | 3 | 3 | 3  | 3  | 3  | 3  | 2  | 3  | 3  | 3  | 3  | 3  | 3  | 3  | 3  | 3  | 3  | 3  | 3  | 3  | 3  | 3  | 3  |

Останнє оновлення: 10 травня 2012
Джерело: Матчі
Поле: Д — матч вдома, В — матч на виїзді
Результат: В - виграш, Н - нічия, П - поразка

## Ліга Європи

### Раунд стикових матчів
У швейцарському Ньйоні відбулось жеребкування стикових матчів за право участі у Груповому етапі Ліги Європи. «Металіст» потрапив до 1-го кошика, і був серед сіяних команд, і з числа можливих суперників йому дістався французький клуб «Сошо» з Монбельяра.
В першому матчі жодна з команд не змогла схилити шальки терезів на свою користь. В першому таймі більше гострих моментів мала французька команда, але свої моменти Ріад Будебуз, Венсан Ногейра та Марвен Мартен використати не змогли. У другому таймі гру контролював більше «Металіст», але ані Хосе Соса, який мав дві чудові нагоди (особливо слід відзначити другу, коли він не потрапив у майже пусті ворота), ані Клейтон Шав'єр, котрий пробив над поперечкою, забити не змогли. В підсумку — напружена та закономірна нічия.
Матчі в Монбельярі почався зі швидкого голу у ворота «Сошо» на 6-й хвилині — Хосе Соса відібрав м'яч у Венсана Ногейри, і пробив у дальній кут воріт. А вже за 5 хвилини після навісної передачі Крістіана Вільягри Дам'єн Перкі не влучив по м'ячеві, і Хонатан Крістальдо розстріляв з кількох метрів ворота Тедді Рішера. А під кінець першого тайму «Металіст» реалізував ще один момент: після багатоходівки та останнього пасу Клейтона Шав'єра у пусті ворота забив Хонатан Крістальдо, оформивши дубль. А на 51-й хвилині розгром довершив Тайсон, який підхопивши м'яч біля свого штрафного майданчику, пройшовся лівим флангом, увійшов до штрафного майданчику «Сошо» й пробив у дальній нижній кут від Рішера. «Сошо» створив кілька напівмоментів, які не принесли успіху, а на 80-й хвиліни французький клуб залишився у меншості — другу жовту картку та автоматично червону отримав Венсан Ногейра. 4:0 і «Металіст» виходить до групового раунду Лігі Європи.
| 1-й матч 18.08.2011 | «Металіст»  | 0:0        | «Сошо»                          | Харків                                                            |  |
| 21:30, EEST +18 | Фінінью 39' | (Протокол) | 60' Кевін Анен 62' Дам'єн Перкі | Стадіон: ОСК «Металіст» Глядачі: 35 886 Суддя: Стефан Йоганнессон |  |
| «Металіст» Горяінов, Фінінью, Торсігльєри, Папа Гуйє, Вільягра, Торрес (Валяєв, 76’), Едмар, Клейтон Шав'єр, Соса, Тайсон (Ткачов 90+2’), Крістальдо (Девіч, 60’) «Сошо» Рішер, Соже, Карлао, Перкі, Корш'я, Анен, Ногейра, Мартен, Бютен (Пріва, 83’), Будебуз, Мікарі (Руде, 80’) |             |            |                                 |                                                                   |  |

| 2-й матч 25.08.2011 | «Сошо»                                                    | 0:4        | «Металіст»                                                                                                | Монбельяр, Франція                                                              |  |
| 20:45, CEST | Марвен Мартен 7' Кевін Анен 45+1' Венсан Ногейра 57', 80' | (Протокол) | 6' Хосе Соса 11', 40' Хонатан Крістальдо 13' Едмар 51' Тайсон 55' Марко Торсільєрі 55' Олександр Горяінов | Стадіон: Стадіон Огюста Боналі Глядачі: 8 739 Суддя: Едуардо Ітуральде Гонсалес |  |
| «Сошо» Рішер, Соже, Карлао, Перкі (Пейберне 61’), Корш'я, Анен, Ногейра, Мартен (Руде 53’), Мікарі (Пріва 40’), Будебуз, Маіга «Металіст» Горяінов, Вільягра, Торсігльєри, Папа Гуйє, Пшенічних, Фінінью (Тайсон 46’), Торрес, Едмар, Клейтон Шав'єр, Крістальдо (Девіч 72’), Соса (Валяєв 65’) |                                                           |            | |                                                                                 |  |

### Груповий етап. Група G
За результатами жеребкування у швейцарському Ньйоні групового етапу Ліги Європи «Металіст» потрапив до Групи G, де зустрінеться з нідерландським «АЗ Алкмааром», австрійською «Аустрією» та шведським «Мальме».
| 1-й тур 15.09.2011   | «Аустрія»                                                                   | 1:2        | «Металіст»                                                                                                   | Відень                                       |  |
| 21:05, CEST          | Томаш Юн 7' Златко Юнузович 29' Георг Марграйттер 61' Паскаль Грюнвальд 78' | (Протокол) | 44' Едмар 54' Хонатан Крістальдо 56' Папа Гуйє 59' Хуан Торрес 79' (пен.) Клейтон Шав'єр 83' Милан Обрадович | Стадіон: «Франц Горр» Суддя: Майкл Леслі Дін |  |
| «Аустрія» «Металіст» |                                                                             |            | |                                              |  |

| 2-й тур 29.09.2011      | «Металіст» | 1:1           | «АЗ Алкмаар» | Харків                                        |  |
| 22:00, EEST             |            | [ (Протокол)] |              | Стадіон: ОСК «Металіст» Суддя: Марцин Борські |  |
| «Металіст» «АЗ Алкмаар» |            |               |              |                                               |  |

| 3-й тур 20.10.2011  | «Мальме» | 1:4           | «Металіст» | Мальме                                   |  |
| 19:00, CEST         |          | [ (Протокол)] |            | Стадіон: «Шведбанк» Суддя: Фірат Айдінус |  |
| «Мальме» «Металіст» |          |               |            |                                          |  |

## Статистика гравців

### Появи на полі та голи
| №  | Поз. | Нац.      | Гравець              | Прем'єр-ліга | Прем'єр-ліга | Кубок України | Кубок України | Ліга Європи | Ліга Європи | Всього | Всього |
| №  | Поз. | Нац.      | Гравець              | Ігор         | Голів        | Ігор          | Голів         | Ігор        | Голів       | Ігор   | Голів  |
| -- | ---- | --------- | -------------------- | ------------ | ------------ | ------------- | ------------- | ----------- | ----------- | ------ | ------ |
| 1  | ВР   | Україна   | Максим Старцев       | 2            | 0            | 0             | 0             | 0           | 0           | 2      | (-1)   |
| 2  | ЗХ   | Україна   | Олександр Романчук   | 1(1)         | 0            | 0             | 0             | 0           | 0           | 1(1)   | 0      |
| 3  | ЗХ   | Аргентина | Крістіан Вільягра    | 5            | 0            | 0             | 0             | 0           | 0           | 5      | 0      |
| 4  | ЗХ   | Україна   | Андрій Березовчук    | 3(1)         | 0            | 0             | 0             | 0           | 0           | 3(1)   | 0      |
| 5  | ПЗ   | Україна   | Олег Шелаєв          | 2(2)         | 0            | 0             | 0             | 0           | 0           | 2(2)   | 0      |
| 6  | ЗХ   | Аргентина | → Марко Торсіл'єрі   | 2            | 0            | 0             | 0             | 0           | 0           | 2      | 0      |
| 7  | ПЗ   | Україна   | Сергій Валяєв        | 5(1)         | 0            | 0             | 0             | 0           | 0           | 5(1)   | 0      |
| 8  | ПЗ   | Україна   | Едмар Галовський     | 5            | 1            | 0             | 0             | 0           | 0           | 5      | 1      |
| 9  | НП   | Україна   | Андрій Воробей       | 2(2)         | 0            | 0             | 0             | 0           | 0           | 2(2)   | 0      |
| 10 | ПЗ   | Бразилія  | Клейтон Шав'єр       | 5            | 4            | 0             | 0             | 0           | 0           | 5      | 4      |
| 11 | ПЗ   | Аргентина | Хосе Соса            | 2            | 1            | 0             | 0             | 0           | 0           | 2      | 1      |
| 15 | ЗХ   | Бразилія  | Вінісіус Фінінью     | 5(1)         | 0            | 0             | 0             | 0           | 0           | 5(1)   | 0      |
| 17 | ЗХ   | Україна   | Сергій Пшеничних     | 2            | 0            | 0             | 0             | 0           | 0           | 2      | 0      |
| 18 | ПЗ   | Україна   | Дмитро Єременко      | 3(1)         | 0            | 0             | 0             | 0           | 0           | 3(1)   | 0      |
| 19 | ПЗ   | Аргентина | Чако Торрес          | 4(2)         | 0            | 0             | 0             | 0           | 0           | 4(2)   | 0      |
| 21 | НП   | Аргентина | Хонатан Крістальдо   | 5            | 2            | 0             | 0             | 0           | 0           | 5      | 2      |
| 22 | ЗХ   | Сербія    | Милан Обрадович      | 2            | 0            | 0             | 0             | 0           | 0           | 2      | 0      |
| 23 | ПЗ   | Аргентина | Себастьян Бланко     | 0            | 0            | 0             | 0             | 0           | 0           | 0      | 0      |
| 29 | ВР   | Україна   | Олександр Горяїнов   | 0            | 0            | 0             | 0             | 0           | 0           | 0      | 0      |
| 30 | ЗХ   | Сенегал   | Папа Гуйє            | 4            | 0            | 0             | 0             | 0           | 0           | 4      | 0      |
| 33 | НП   | Україна   | Марко Девич          | 5(1)         | 1            | 0             | 0             | 0           | 0           | 5(1)   | 1      |
| 37 | ЗХ   | Молдова   | Віталій Бордіян      | 0            | 0            | 0             | 0             | 0           | 0           | 0      | 0      |
| 71 | ПЗ   | Росія     | Сергій Ткачов        | 1(1)         | 0            | 0             | 0             | 0           | 0           | 1(1)   | 0      |
| 77 | НП   | Бразилія  | Тайсон               | 2            | 0            | 0             | 0             | 0           | 0           | 2      | 0      |
| 81 | ВР   | Україна   | Владимир Дішлєнковіч | 3            | (-3)         | 0             | 0             | 0           | 0           | 3      | (-3)   |

Останнє оновлення: 8 серпня 2011
Пояснення до таблиці:
- в графі Ігри у дужках вказана кількість виходів на заміну
- в графі Голи: 1) у дужках вказана кількість голів з пенальті, 2) у дужках наведена від'ємна кількість пропущених м'ячів (для воротарів)

| №      | Гравець            | Прем'єр-ліга | Кубок України | Ліга Європи | Всього |
| ------ | ------------------ | ------------ | ------------- | ----------- | ------ |
| 1      | Клейтон Шав'єр     | 4            | 0             | 0           | 4      |
| 2      | Хонатан Крістальдо | 2            | 0             | 0           | 2      |
| 3      | Едмар Галовський   | 1            | 0             | 0           | 1      |
| 3      | Марко Девич        | 1            | 0             | 0           | 1      |
| 3      | Хосе Соса          | 1            | 0             | 0           | 1      |
| Всього | Всього             | 9            | 0             | 0           | 9      |

| №      | Гравець           | Прем'єр-ліга | Кубок України | Ліга Європи | Всього |
| ------ | ----------------- | ------------ | ------------- | ----------- | ------ |
| 1      | Марко Девич       | 3            | 0             | 0           | 3      |
| 2      | Клейтон Шав'єр    | 1            | 0             | 1           | 2      |
| 3      | Андрій Березовчук | 1            | 0             | 0           | 1      |
| 3      | Милан Обрадович   | 1            | 0             | 0           | 1      |
| Всього | Всього            | 6            | 0             | 1           | 7      |

### Дисциплінарні покарання
В таблицю включені гравці, які заробили як мінімум одне попередження в офіційних матчпх сезону
| Гравець              | №  | Поз. | Прем'єр-ліга | Прем'єр-ліга | Прем'єр-ліга | Кубок України | Кубок України | Кубок України | Ліга Європи | Ліга Європи  | Ліга Європи | Всього | Всього       | Всього |
| Гравець              | №  | Поз. | ЖК           | YK · YK · RK | RK           | ЖК            | YK · YK · RK  | RK            | ЖК          | YK · YK · RK | RK          | ЖК     | YK · YK · RK | RK     |
| -------------------- | -- | ---- | ------------ | ------------ | ------------ | ------------- | ------------- | ------------- | ----------- | ------------ | ----------- | ------ | ------------ | ------ |
| Крістіан Вільягра    | 3  | ЗХ   | 3            | 0            | 0            | 0             | 0             | 0             | 0           | 0            | 0           | 3      | 0            | 0      |
| Сергій Валяєв        | 7  | ПЗ   | 1            | 0            | 0            | 0             | 0             | 0             | 0           | 0            | 0           | 1      | 0            | 0      |
| Едмар Галовський     | 8  | ПЗ   | 1            | 0            | 0            | 0             | 0             | 0             | 0           | 0            | 0           | 1      | 0            | 0      |
| Владимир Дішлєнковіч | 81 | ВР   | 1            | 0            | 0            | 0             | 0             | 0             | 0           | 0            | 0           | 1      | 0            | 0      |
| Дмитро Єременко      | 18 | ПЗ   | 1            | 0            | 0            | 0             | 0             | 0             | 0           | 0            | 0           | 1      | 0            | 0      |
| Чако Торрес          | 19 | ПЗ   | 1            | 0            | 0            | 0             | 0             | 0             | 0           | 0            | 0           | 1      | 0            | 0      |
| Вінісіус Фінінью     | 15 | ЗХ   | 1            | 0            | 0            | 0             | 0             | 0             | 0           | 0            | 0           | 1      | 0            | 0      |

Останнє оновлення: 8 серпня 2011

## Статистика гравців в офіційних у матчах

### Статистика гравців у матчах Прем'єр-ліги тур за туром

#### Перша половина
| №  | Поз. | Гравець              | Тури                | Тури                | Тури                | Тури        | Тури        | Тури | Тури | Тури | Тури | Тури | Тури | Тури | Тури | Тури | Тури | Всього | Всього | Всього | Всього |
| №  | Поз. | Гравець              | 1                   | 2                   | 3                   | 4           | 5           | 6    | 7    | 8    | 9    | 10   | 11   | 12   | 13   | 14   | 15   | І      | Гол    | ЖК     | ЧК     |
| -- | ---- | -------------------- | ------------------- | ------------------- | ------------------- | ----------- | ----------- | ---- | ---- | ---- | ---- | ---- | ---- | ---- | ---- | ---- | ---- | ------ | ------ | ------ | ------ |
| 1  | ВР   | Старцев Максим       |                     |                     |                     |             | (-1)        |      |      |      |      |      |      |      |      |      |      | 2+3    | (-1)   | 0      | 0      |
| 2  | ЗХ   | Романчук Олександр   | 85'                 |                     |                     |             |             |      |      |      |      |      |      |      |      |      |      | 1(1)+1 | 0      | 0      | 0      |
| 3  | ЗХ   | Крістіан Вільягра    | 40'                 | 37' 46'             | 89'                 |             | 69'         |      |      |      |      |      |      |      |      |      |      | 5      | 0      | 3      | 0      |
| 4  | ЗХ   | Андрій Березовчук    |                     | 46'                 |                     |             |             |      |      |      |      |      |      |      |      |      |      | 3(1)+1 | 0      | 0      | 0      |
| 5  | ПЗ   | Олег Шелаєв          | 62'                 | 83'                 |                     |             |             |      |      |      |      |      |      |      |      |      |      | 2(2)+3 | 0      | 0      | 0      |
| 6  | ЗХ   | → Марко Торсіл'єрі   | оренда з 15.07.11   |                     |                     |             |             |      |      |      |      |      |      |      |      |      |      | 2      | 0      | 0      | 0      |
| 7  | ПЗ   | Сергій Валяєв        |                     | 32'                 | 46'                 |             |             |      |      |      |      |      |      |      |      |      |      | 5(1)   | 0      | 1      | 0      |
| 8  | ПЗ   | Едмар Галовський     | 51'                 | 3'                  |                     |             |             |      |      |      |      |      |      |      |      |      |      | 5      | 1      | 1      | 0      |
| 9  | НП   | Андрій Воробей       | 76'                 |                     | 89'                 |             |             |      |      |      |      |      |      |      |      |      |      | 2(2)+1 | 0      | 0      | 0      |
| 10 | ПЗ   | Клейтон Шав'єр       | 3'                  | 63'                 |                     | 80' 84'     | 77' 86'     |      |      |      |      |      |      |      |      |      |      | 5      | 4      | 0      | 0      |
| 11 | ПЗ   | Хосе Соса            | контракт з 25.07.11 | контракт з 25.07.11 | контракт з 25.07.11 | 45' 59'     | 81'         |      |      |      |      |      |      |      |      |      |      | 2      | 1      | 0      | 0      |
| 15 | ЗХ   | Вінісіус Фінінью     | 85'                 | 80'                 |                     |             | 90+1'       |      |      |      |      |      |      |      |      |      |      | 5(1)   | 0      | 1      | 0      |
| 17 | ЗХ   | Сергій Пшеничних     |                     |                     |                     |             |             |      |      |      |      |      |      |      |      |      |      | 2+2    | 0      | 0      | 0      |
| 18 | ПЗ   | Дмитро Єременко      | контракт з 14.07.11 | 67'                 | 24'                 | 84'         |             |      |      |      |      |      |      |      |      |      |      | 3(1)   | 0      | 1      | 0      |
| 19 | ПЗ   | Чако Торрес          |                     | 32' 83'             | 46'                 | 76'         | 86'         |      |      |      |      |      |      |      |      |      |      | 4(2)   | 0      | 1      | 0      |
| 21 | НП   | Хонатан Крістальдо   | 62'                 | 67'                 | 58'                 | 66' 76'     | 40' 90+1'   |      |      |      |      |      |      |      |      |      |      | 5      | 2      | 0      | 0      |
| 22 | ЗХ   | Милан Обрадович      |                     |                     |                     |             |             |      |      |      |      |      |      |      |      |      |      | 2+2    | 0      | 0      | 0      |
| 23 | ПЗ   | Себастьян Бланко     | Травмувався         | Травмувався         | Травмувався         | Травмувався | Травмувався |      |      |      |      |      |      |      |      |      |      | 0      | 0      | 0      | 0      |
| 29 | ВР   | Олександр Горяїнов   |                     |                     |                     |             |             |      |      |      |      |      |      |      |      |      |      | 0+2    | 0      | 0      | 0      |
| 30 | ЗХ   | Папа Гуйє            |                     |                     |                     |             |             |      |      |      |      |      |      |      |      |      |      | 4      | 0      | 0      | 0      |
| 33 | НП   | Марко Девич          | 76'                 | 49'                 |                     | 59'         | 81'         |      |      |      |      |      |      |      |      |      |      | 5(1)   | 1      | 0      | 0      |
| 37 | ЗХ   | Віталій Бордіян      | Травмувався         | Травмувався         | Травмувався         | Травмувався | Травмувався |      |      |      |      |      |      |      |      |      |      | 0      | 0      | 0      | 0      |
| 71 | ПЗ   | Сергій Ткачов        |                     |                     | 58'                 |             |             |      |      |      |      |      |      |      |      |      |      | 1(1)+3 | 0      | 0      | 0      |
| 77 | НП   | Тайсон               | Травмувався         | Травмувався         | Травмувався         |             |             |      |      |      |      |      |      |      |      |      |      | 2      | 0      | 0      | 0      |
| 80 | ЗХ   | Лукаш Штетіна        |                     |                     |                     |             |             |      |      |      |      |      |      |      |      |      |      | 0+1    | 0      | 0      | 0      |
| 81 | ВР   | Владимир Дішлєнковіч | (-1)                | (-2) 34'            |                     | Травмувався | Травмувався |      |      |      |      |      |      |      |      |      |      | 3      | (-3)   | 1      | 0      |

Останнє оновлення: 8 серпня 2011
Пояснення до таблиці:
- в графі Ігри у дужках вказана кількість виходів на заміну, після знаку «+» — кількість потраплянь у заявку на матч
- в графі Голи: 1) у дужках вказана кількість голів з пенальті, 2) у дужках наведена від'ємна кількість пропущених м'ячів (для воротарів)

#### Друга половина
| №  | Поз. | Гравець              | Тури | Тури | Тури | Тури | Тури | Тури | Тури | Тури | Тури | Тури | Тури | Тури | Тури | Тури | Тури | Всього | Всього | Всього | Всього |
| №  | Поз. | Гравець              | 16   | 17   | 18   | 19   | 20   | 21   | 22   | 23   | 24   | 25   | 26   | 27   | 28   | 29   | 30   | І      | Гол    | ЖК     | ЧК     |
| -- | ---- | -------------------- | ---- | ---- | ---- | ---- | ---- | ---- | ---- | ---- | ---- | ---- | ---- | ---- | ---- | ---- | ---- | ------ | ------ | ------ | ------ |
| 1  | ВР   | Старцев Максим       |      |      |      |      |      |      |      |      |      |      |      |      |      |      |      |        |        |        |        |
| 2  | ЗХ   | Романчук Олександр   |      |      |      |      |      |      |      |      |      |      |      |      |      |      |      |        |        |        |        |
| 3  | ЗХ   | Крістіан Вільягра    |      |      |      |      |      |      |      |      |      |      |      |      |      |      |      |        |        |        |        |
| 4  | ЗХ   | Андрій Березовчук    |      |      |      |      |      |      |      |      |      |      |      |      |      |      |      |        |        |        |        |
| 5  | ПЗ   | Олег Шелаєв          |      |      |      |      |      |      |      |      |      |      |      |      |      |      |      |        |        |        |        |
| 6  | ЗХ   | → Марко Торсіл'єрі   |      |      |      |      |      |      |      |      |      |      |      |      |      |      |      |        |        |        |        |
| 7  | ПЗ   | Сергій Валяєв        |      |      |      |      |      |      |      |      |      |      |      |      |      |      |      |        |        |        |        |
| 8  | ПЗ   | Едмар Галовський     |      |      |      |      |      |      |      |      |      |      |      |      |      |      |      |        |        |        |        |
| 9  | НП   | Андрій Воробей       |      |      |      |      |      |      |      |      |      |      |      |      |      |      |      |        |        |        |        |
| 10 | ПЗ   | Клейтон Шав'єр       |      |      |      |      |      |      |      |      |      |      |      |      |      |      |      |        |        |        |        |
| 11 | ПЗ   | Хосе Соса            |      |      |      |      |      |      |      |      |      |      |      |      |      |      |      |        |        |        |        |
| 15 | ЗХ   | Вінісіус Фінінью     |      |      |      |      |      |      |      |      |      |      |      |      |      |      |      |        |        |        |        |
| 17 | ЗХ   | Сергій Пшеничних     |      |      |      |      |      |      |      |      |      |      |      |      |      |      |      |        |        |        |        |
| 18 | ПЗ   | Дмитро Єременко      |      |      |      |      |      |      |      |      |      |      |      |      |      |      |      |        |        |        |        |
| 19 | ПЗ   | Чако Торрес          |      |      |      |      |      |      |      |      |      |      |      |      |      |      |      |        |        |        |        |
| 21 | НП   | Хонатан Крістальдо   |      |      |      |      |      |      |      |      |      |      |      |      |      |      |      |        |        |        |        |
| 22 | ЗХ   | Милан Обрадович      |      |      |      |      |      |      |      |      |      |      |      |      |      |      |      |        |        |        |        |
| 23 | ПЗ   | Себастьян Бланко     |      |      |      |      |      |      |      |      |      |      |      |      |      |      |      |        |        |        |        |
| 29 | ВР   | Олександр Горяїнов   |      |      |      |      |      |      |      |      |      |      |      |      |      |      |      |        |        |        |        |
| 30 | ЗХ   | Папа Гуйє            |      |      |      |      |      |      |      |      |      |      |      |      |      |      |      |        |        |        |        |
| 33 | НП   | Марко Девич          |      |      |      |      |      |      |      |      |      |      |      |      |      |      |      |        |        |        |        |
| 37 | ЗХ   | Віталій Бордіян      |      |      |      |      |      |      |      |      |      |      |      |      |      |      |      |        |        |        |        |
| 71 | ПЗ   | Сергій Ткачов        |      |      |      |      |      |      |      |      |      |      |      |      |      |      |      |        |        |        |        |
| 77 | НП   | Тайсон               |      |      |      |      |      |      |      |      |      |      |      |      |      |      |      |        |        |        |        |
| 80 | ЗХ   | Лукаш Штетіна        |      |      |      |      |      |      |      |      |      |      |      |      |      |      |      |        |        |        |        |
| 81 | ВР   | Владимир Дішлєнковіч |      |      |      |      |      |      |      |      |      |      |      |      |      |      |      |        |        |        |        |

## Молодіжна першість

### Матчі
| 1 тур 09.07.2011 | «Динамо-Д»                | 1:2        | «Металіст-Д»                           | Віта-Литовська                                            |  |
| 18:00 +27        | Владислав Калітвінцев 17' | (Протокол) | 4' Володимир Лисенко 59' Лукаш Штетіна | Стадіон: НТБ «Динамо» Глядачі: 500 Суддя: Годулян Віталій |  |

| 2 тур 15.07.2011 | «Металіст-Д»     | 1:2        | «Зоря-Д»                             | Люботин                                                    |  |
| 17:00 +32        | Євген Буднік 28' | (Протокол) | 70' Олександр П'янов 77' Іван Петряк | Стадіон: «Олімпієць» Глядачі: 400 Суддя: Арановський Євген |  |

| 3 тур 22.07.2011 | «Таврія-Д»                                           | 3:3        | «Металіст-Д»                           | Поштове                                               |  |
| 17:00 +28        | Олександр Каблаш 4', 68' (пен.) Володимир Коробка 8' | (Протокол) | 40', 51' Юрій Чонка 61' Роберт Гегедош | Стадіон: «Таврія» Глядачі: 100 Суддя: Романов Віталій |  |

| 4 тур 28.07.2011 | «Волинь-Д»             | 2:2        | «Металіст-Д»                         | Луцьк                                                    |  |
| 17:00 +26        | Олексій Бабир 37', 53' | (Протокол) | 34' Сергій Ткачов 80' Роберт Гегедош | Стадіон: «Підшипник» Глядачі: 500 Суддя: Дяденко Віталій |  |

| 5 тур 5.08.2011 | «Металіст-Д»                                         | 2:1        | ПФК «Олександрія-Д» | Харків                                                 |  |
| 17:00 +18       | Євген Буднік 83' (пен.) Олександр Андрієвський 90+3' | (Протокол) | 26' Петру Леука     | Стадіон: «Динамо» Глядачі: 500 Суддя: Іванов Олександр |  |

| 6 тур 12.08.2011 | «Оболонь-Д»                                               | 1:0        | «Металіст-Д» | Буча                                                     |  |
| 17:00 +26        | Юрій Яковенко 33' · Юрій Яковенко 33' · Іраклі Месхія 47' | (Протокол) |              | Стадіон: НТБ «Оболонь» Глядачі: 200 Суддя: Швецов Віктор |  |

### Результати

#### Турнірна таблиця Молодіжної першості
| М | Команда           | І | В | Н | П | РМ   | О  |
| - | ----------------- | - | - | - | - | ---- | -- |
| 1 | «Іллічівець» (д)  | 5 | 5 | 0 | 0 | 13−3 | 15 |
| 2 | «Зоря» (д)        | 5 | 5 | 0 | 0 | 9−1  | 15 |
| 3 | «Шахтар» (д)      | 5 | 4 | 1 | 0 | 19−3 | 13 |
| 4 | «Ворскла» (д)     | 5 | 4 | 0 | 1 | 12−6 | 12 |
| 5 | «Дніпро» (д)      | 5 | 3 | 1 | 1 | 12−5 | 10 |
| 6 | «Оболонь» (д)     | 5 | 3 | 0 | 2 | 11−6 | 9  |
| 7 | «Металіст» (д)    | 5 | 2 | 2 | 1 | 10−9 | 8  |
| 8 | «Чорноморець» (д) | 5 | 2 | 1 | 2 | 7−5  | 7  |

Останнє оновлення: 11 серпня 2011
Джерело: ПЛ України
Правила для визначення місць у турнірній таблиці: 1) очки, 2) кількість перемог, 3) різниця м'ячів, 4) кількість забитих м'ячів
Пояснення  до таблиці: В — виграшів, Н — нічій, П — поразок.

#### Результати загальні в матчах Молодіжної першості
| Загалом | Загалом | Загалом | Загалом | Загалом | Загалом | Загалом | Вдома | Вдома | Вдома | Вдома | Вдома | Вдома   | Вдома | Виїзд | Виїзд | Виїзд | Виїзд | Виїзд | Виїзд   | Виїзд |
| Ігор    | В       | Н       | П       | Голів   | Різниця | Очок    | Ігор  | В     | Н     | П     | Голів | Різниця | Очок  | Ігор  | В     | Н     | П     | Голів | Різниця | Очок  |
| ------- | ------- | ------- | ------- | ------- | ------- | ------- | ----- | ----- | ----- | ----- | ----- | ------- | ----- | ----- | ----- | ----- | ----- | ----- | ------- | ----- |
| 6       | 2       | 2       | 2       | 10—10   | 0       | 8       | 2     | 1     | 0     | 1     | 3—3   | 0       | 3     | 4     | 1     | 2     | 1     | 7—7   | 0       | 5     |

Останнє оновлення: 13 серпня 2011

#### Результати тур за туром в Молодіжній першості
| Тур       | 1 | 2 | 3 | 4 | 5 | 6 | 7 | 8 | 9 | 10 | 11 | 12 | 13 | 14 | 15 | 16 | 17 | 18 | 19 | 20 | 21 | 22 | 23 | 24 | 25 | 26 | 27 | 28 | 29 | 30 |
| --------- | - | - | - | - | - | - | - | - | - | -- | -- | -- | -- | -- | -- | -- | -- | -- | -- | -- | -- | -- | -- | -- | -- | -- | -- | -- | -- | -- |
| Поле      | В | Д | В | В | Д |   |   |   |   |    |    |    |    |    |    |    |    |    |    |    |    |    |    |    |    |    |    |    |    |    |
| Результат | В | П | Н | Н | В |   |   |   |   |    |    |    |    |    |    |    |    |    |    |    |    |    |    |    |    |    |    |    |    |    |
| Місце     | 7 | 5 | 6 | 8 | 7 |   |   |   |   |    |    |    |    |    |    |    |    |    |    |    |    |    |    |    |    |    |    |    |    |    |

Останнє оновлення: 12 серпня 2011
Джерело: Матчі
Поле: Д — матч вдома, В — матч на виїзді
Результат: В - виграш, Н - нічия, П - поразка

### Статистика гравців в Молодіжній першості
| Поз. | Нац.       | Гравець                | Молодіжна першість | Молодіжна першість | Дисципліна | Дисципліна |
| Поз. | Нац.       | Гравець                | Ігор               | Голів              |            |            |
| ---- | ---------- | ---------------------- | ------------------ | ------------------ | ---------- | ---------- |
| ЗХ   | Україна    | Олександр Азацький     | 1(1)               | 0                  | 0          | 0          |
| ПЗ   | Україна    | Олександр Андрієвський | 3(1)               | 1                  | 2          | 1          |
| ПЗ   | Україна    | Денис Барвінко         | 0                  | 0                  | 0          | 0          |
| НП   | Україна    | Володимир Барілко      | 1(1)               | 0                  | 0          | 0          |
| НП   | Україна    | Богдан Бойчук          | 0                  | 0                  | 0          | 0          |
| ЗХ   | Україна    | Євген Буднік           | 4                  | 2(1)               | 2          | 1          |
| НП   | Україна    | Андрій Воробей         | 1                  | 0                  | 0          | 0          |
| НП   | Україна    | Роберт Гегедош         | 5(2)               | 2                  | 2          | 0          |
| ВР   | Україна    | Олександр Горяїнов     | 1                  | 0                  | (-1)       | 0          |
| ВР   | Україна    | Артур Денчук           | 3(1)               | 0                  | (-6)       | 0          |
| ПЗ   | Україна    | Дмитро Єременко        | 2                  | 0                  | 1          | 0          |
| ПЗ   | Україна    | Сергій Загинайлов      | 0                  | 0                  | 2          | 0          |
| ПЗ   | Україна    | Тарас Куцій            | 1(1)               | 0                  | 0          | 0          |
| ЗХ   | Україна    | Олег Кушла             | 2(2)               | 0                  | 1          | 0          |
| ВР   | Україна    | Владислав Леонідов     | 1                  | 0                  | (-2)       | 0          |
| НП   | Україна    | Володимир Лисенко      | 1                  | 1                  | 0          | 0          |
| ЗХ   | Україна    | Олександр Литвяк       | 5                  | 0                  | 3          | 0          |
| ЗХ   | Україна    | Сергій Пшеничних       | 1                  | 0                  | 0          | 0          |
| ПЗ   | Україна    | Артем Радченко         | 5(1)               | 0                  | 0          | 0          |
| ЗХ   | Україна    | Євгеній Радченко       | 2                  | 0                  | 0          | 0          |
| ЗХ   | Україна    | Романчук Олександр     | 3                  | 0                  | 1          | 0          |
| ПЗ   | Україна    | Петро Сідельник        | 3(3)               | 0                  | 0          | 0          |
| ВР   | Україна    | Андрій Старцев         | 1                  | 0                  | 0          | 0          |
| ВР   | Україна    | Максим Старцев         | 0                  | 0                  | 0          | 0          |
| ПЗ   | Росія      | Сергій Ткачов          | 2                  | 1                  | 0          | 0          |
| ПЗ   | Україна    | Юрій Ткачук            | 3(2)               | 0                  | 1          | 0          |
| ЗХ   | Україна    | Павло Череватенко      | 4(3)               | 0                  | 1          | 0          |
| ПЗ   | Україна    | Юрій Чонка             | 5                  | 2                  | 0          | 0          |
| ПЗ   | Україна    | Олег Шелаєв            | 1                  | 0                  | 1          | 0          |
| ЗХ   | Україна    | Володимир Шопін        | 5(2)               | 0                  | 2          | 0          |
| ЗХ   | Словаччина | Лукаш Штетіна          | 4                  | 1                  | 2          | 0          |
| ПЗ   | Україна    | Максим Яхно            | 0                  | 0                  | 0          | 0          |